# Bata Spasojević
Bata Spasojević je srpski modni dizajner rođen u Beogradu.

## Biografija
Nakon što je završio tehničku srednju školu, upisao je Fakultet primenjenih umetnosti. Mentorka mu je bila Ljiljana Žegarac Delja. Diplomirao je 1999. godine i iste godine je imao svoju prvu modnu reviju pod nazivom  "New Spice" na beogradskom Fashion Week-u.
Počeo je da radi kasnije u firmi  "Centrotekstil" AD u okviru sektora robne marke pod nazivom "Cinemoda".
Njegove kreacije su bile izložene u kongresnom centru Master u Novom Sadu.
Godine 2011. je učestvovao u SAD-u, u Majamiju na događaju Miami Beach International Fashion Week sa svojim kreacijama za muškarce.
Svojom revijom je otvorio na beogradski Fashion Week 2014. godine.
Godine 2016. je imao svoja izlaganja na Brodveju i u Vašingtonu.